# Who is Happy
Who is Happy é uma rede social de geolocalização criada para conectar consumidores de cannabis ao redor do mundo e businesses canábicos. Com mais de 500 mil usuários, o aplicativo foi um dos 30 mais baixados do Brasil na App Store e está presente em mais de 100 países.
Além de mostrar no mapa os lugares onde consumidores fazem check in, anonimamente ou no modo público, o Who is Happy localiza serviços e estabelecimentos relacionados ao universo canábico e monitora as estatísticas do consumo de cannabis em países onde atua.
O Who is Happy conta com o aplicativo disponível para iOS e Android e com a plataforma web, que apresenta funcionalidades como cadastro de businesses canábicos, página de divulgação dos mesmos e busca personalizada pelos usuários.

## Foursquare da Cannabis
O Who is Happy foi considerado o "Foursquare da cannabis" pelo site especializado em tecnologia TechCrunch. A rede social permite que os usuários marquem no mapa do app seus locais de consumo, de maneira pública e anonimamente.
Em entrevista à publicação britânica Reuters, João Paulo Costa, um dos fundadores da empresa, afirmou, na ocasião, que o aplicativo é uma das primeiras plataformas globais desse gênero, permitindo que os consumidores de cannabis se conectem e se unam para promover a felicidade, enquanto desestigmatizam e, com expectativa, descriminalizam a cannabis em todo o mundo.
Inicialmente, o app foi desenvolvido para conectar consumidores, mas hoje, também visa desenvolver o ecossistema do mercado da cannabis, bem como do mercado auxiliar da cannabis, onde a planta ainda não é legalizada. Assim, no mapa do Who is Happy é possível encontrar tabacarias, head shops, dispensários, clínicas médicas de cannabis, growshops, entre outros negócios relacionados, ao redor do mundo.

## Funcionalidades
- Mapa: indica a localização dos usuários e dos estabelecimentos.
- Check in: consumidores podem compartilhar sua localização no aplicativo, de maneira anônima ou pública, e podem compartilhar qual strain de cannabis estão consumindo e como estão se sentindo (com fome, com sono, etc.).
- Chat criptografado: permite a interação com os demais usuários e com os estabelecimentos.
- Perfil: os usuários têm acesso aos dados pessoais de consumo de cannabis.
- Dados sobre a cannabis ao redor do mundo: número de usuários, países com mais check ins, etc.
- Plataforma web: businesses canábicos podem divulgar e cadastrar seu negócio, assim, consumidores podem encontrar os estabelecimentos que buscam de maneira fácil.

## História
A empresa Who is Happy, fundada em 2014, é sediada nos Estados Unidos e tem como fundadores os publicitários brasileiros João Paulo Costa e Henrique Torelli.
A dupla de empreendedores já haviam lançado, anteriormente, outro aplicativo, o Pergunter, que passou por aceleração na Dinamarca, em programa da Startupbootcamp. Durante a aceleração, os empreendedores começaram a pensar em nichos e futuros mercados, assim, resolveram investir no mercado da cannabis.
Em 2017, o Who is Happy foi selecionado para participar de um processo de aceleração para startups canábicas da CanopyBoulder, primeira aceleradora focada em cannabis com sede na cidade de Boulder, no Colorado (EUA).
O Who is Happy foi convidado a participar do reality show Shark Tank Brasil, onde João Paulo Costa teve a oportunidade de apresentar a solução. Apesar de não ter recebido o investimento, o Who is Happy ganhou bastante visibilidade e reconhecimento.